# Edwin Chapin Starks
Edwin Chapin Starks (Baraboo (Wisconsin), Estados Unidos, 1867 - 1932) fue un ictiólogo estadounidense.

## Biografía científica
Comenzó a trabajar en el comercio cuando comenzó su interés por la historia natural y sobre todo para los peces, por lo que comienza a tener correspondencia con Theodore Gill y David Starr Jordan, dos de los principales ictiólogos norteamericanos de la época. Ambos expertos lo animan a estudiar a los peces y Starks entra en 1893 en la Universidad de Stanford, donde se incorporó al Departamento de Zoología entonces dirigido por David Starr Jordan y Charles Henry Gilbert, con los que participa en expediciones y la descripción de numerosas especies nuevas. Trabajó en la Universidad Stanford como ictiólogo destacado en la especialidad de osteología de los peces, así como en los peces del estrecho de Puget.

## Algunas publicaciones
- Jordan, D.S. y E.C. Starks, 1895. «The fishes of Puget sound». Series: Leland Stanford Junior University. Hopkins laboratory of biology. Contributions. no. III.

## Abreviatura (zoología)
La abreviatura Starks  se emplea para indicar a Edwin Chapin Starks como autoridad en la descripción y taxonomía en zoología.